# Горшков Сергій Георгійович
Сергі́й Георгі́йович Горшко́в (нар. 13 (26) лютого 1910, Кам'янець-Подільський — 13 травня 1988, Москва) — радянський військовий діяч. Адмірал флоту Радянського Союзу (28.10.1967). Двічі Герой Радянського Союзу (07.05.1965, 21.12.1982). Член ЦК КПУ (1954—1956). Кандидат у члени ЦК КПРС (1956—1961). Член ЦК КПРС (1961—1988). Депутат Верховної Ради СРСР 4—11-го скликань.
Двоюрідний брат доктора геолого-мінералогічних наук Георгія Горшкова.

## Біографія
Сергій Горшков народився 26 лютого 1910 року в місті Кам'янець-Подільський в родині викладачів місцевої гімназії. Його батько викладав фізику й математику, мати — російську мову та літературу. У 1912 році родина переїхала у підмосковне місто Коломна.
1926 року закінчив 10 класів середньої школи № 1 в місті Коломна та вступив на перший курс фізико-математичного факультету Ленінградського університету. 1927 року покинув університет і вступив до Ленінградського військово-морського училища імені Михайла Фрунзе (нині — Морський корпус імені Петра Великого). 1931 року закінчив училище. У 1937 році він закінчив спецкурси командного складу Військово-морського флоту, у 1941 році — курси вдосконалення вищого начскладу при Військово-морської академії.
З 1931 року Сергій Горшков служив штурманом есмінця «Фрунзе» на Чорноморському флоті.
У 1932 році він був переведений на Тихоокеанський флот штурманом мінного загороджувача «Томськ». У 1934—1936 роках Горшков був командиром сторожового корабля, в 1936—1937 роках він командував ескадреним міноносцем «Разящий».
З 1937 року очолював штаб бригади ескадрених міноносців. У 1938 році під час боїв біля озера Хасан капітана 3-го рангу Горшкова призначили командиром 7-ї морської бригади, яка конвоювали транспорти з військами і несла дозорну службу.
У червні 1939 року капітана 2-го рангу Сергія Горшкова призначили командиром бригади ескадрених міноносців Чорноморського флоту.
У 1940 році він був призначений командиром бригади крейсерів. На цій посаді Горшков зустрів німецько-радянську війну. Під час оборони Одеси у серпні 1941 року Сергій Горшков керував висадкою першого на Чорному морі морського десанту в районі села Григорівка (нині — Лиманський район Одеської області), який сприяв успішному контрудару військ Одеського оборонного району.
У вересні 1941 року Горшкову було присвоєно звання контрадмірала, а в жовтні він був призначений командувачем Азовської флотилії. Під час Керченсько-Феодосійської десантної операції, що проводилася в період з 25 грудня 1941 по 2 січня 1942 року, він керував висадкою десантних частин на північне узбережжя Керченського півострова. Член ВКП(б) з 1942 року.
З серпня 1942 року він був заступником командира Новоросійського оборонного району, з листопада того ж року — командував 47-ю армією. Брав участь в обороні Кавказу.
З лютого 1943 року знову став командувачем Азовської флотилії. Навесні 1944 Азовська флотилія була переформована у Дунайську військову флотилію і перебазувалася до Одеси. У квітні 1944 року Горшков був призначений командувачем Дунайської військової флотилії. 25 вересня 1944 контрадміралу Сергію Горшкову було присвоєно військове звання віцеадмірала. Брав участь в Яссько-Кишинівській, Белградській, Будапештській операціях.
У січні 1945 року він був призначений командувачем ескадри Чорноморського флоту. На цій посаді Горшков зустрів перемогу над гітлерівською Німеччиною.
У листопаді 1948 року віцеадмірал Сергій Горшков був призначений начальником штабу, а в серпні 1951 року — командувачем Чорноморського флоту. 3 серпня 1953 йому було присвоєно звання адмірал.
З липня 1955 по січень 1956 Горшков був першим заступником Головнокомандувача Військово-морського флоту (ВМФ) СРСР.
З січня 1956 по 1985 рік — головнокомандувач ВМФ — заступник міністра оборони СРСР. З ім'ям Сергія Георгійовича Горшкова пов'язане становлення і розвиток радянського ракетно-ядерного Військово-Морського Флоту.
У 1962 році Горшкову було присвоєно звання адмірал флоту, а в 1967 році — найвище військове звання адмірал флоту Радянського Союзу.
З 1985 по 1988 рік він був у Групі генеральних інспекторів Міністерства оборони СРСР.
Лауреат Державної премії СРСР (1980) і Ленінської премії (1985). Заслуги Сергія Георгійовича Горшкова були високо оцінені. Йому було вручено дві Золоті Зірки Героя Радянського Союзу (1965, 1982), сім орденів Леніна (1953, 1960, 1963, 1965, 1970, 1978, 1982), орден Жовтневої Революції (1968), чотири ордени Червоного Прапора (1942, 1943, 1947, 1959), орденом Ушакова 1-го і 2-го ступеня (1945, 1944), Кутузова 1-го ступеня (1943), Вітчизняної війни 1-го ступеня (1985), Червоної Зірки (1944), «За службу Батьківщині у ЗС СРСР» 3-го ступеня (1975), медалі, Почесну зброю, а також 52 іноземних орденів і медалі.
Горшков — автор понад 230 військово-теоретичних та історичних праць, мемуарів, був відповідальним редактором «Морського атласу» та «Атласу океанів». Його військово-теоретична робота «Морська міць держави» витримала декілька видань в СРСР, перекладена на багато мов і була опублікована більш ніж у тридцяти країнах. В останні роки життя Сергій Горшков працював над книгою спогадів. Ці матеріали під назвою «У флотському строю» в 1996 році були опубліковані видавництвом «Логос» (Санкт-Петербург).
Помер 13 травня 1988 року. Поховано на Новодівочому цвинтарі.

## Військові звання
- Капітан 3-го рангу (1937).
- Капітан 2-го рангу (1939).
- Капітан 1-го рангу (1940).
- Контрадмірал (16.09.1941).
- Віцеадмірал (25.09.1944).
- Адмірал (03.08.1953).
- Адмірал флоту (28.04.1962).
- Адмірал Флоту Радянського Союзу (28.10.1967).

## Пам'ять
Пам'ятники Горшкову встановлено в Коломні та Новоросійську.
4 жовтня 1990 року важкий авіаносний крейсер «Баку» перейменовано на «Адмірал флоту Радянського Союзу Горшков». В останні роки навіть в офіційних документах його іменують скорочено «Адмірал Горшков» .
Ім'я Горшкова надано також Центральному шпиталю ВМФ, школі в Коломні, вулицям в Кам'янці-Подільському та селищі Купавна Московської області, Техніко-економічному ліцеєві та мікрорайонові Новоросійська.
Був почесним громадянином Севастополя, Владивостока, Бердянська (1973) , Єйська та інших міст. Зокрема, 26 липня 1978 року Горшкову надали звання почесного громадянина Сєверодвінська .